# نجریج (مصر)
نجریج (عربی مصری: نجريج) روستایی در استان غربیه، مصر است که نزدیک شهر بسیون واقع شده‌است.
محمد صلاح، بازیکن فوتبال، که برای باشگاه فوتبال لیورپول و تیم ملی فوتبال مصر بازی می‌کند، در این روستا زاده شده‌است.